# 威廉·D·李海
威廉·丹尼尔·莱希（英語：William Daniel Leahy，/ˈleɪhiˌ ˈleɪ.i/；1875年5月6日—1959年7月20日），美国海军五星上将，曾任美国海军作战部长（1937年-1939年）、波多黎各总督（1939年-1940年）、美国驻法国大使（1941年-1942年）和美國總司令參謀長（1942年-1949年）。在二戰期間，擔任美國總統的參謀長，也是海軍作戰部部長和美軍總司令參謀長，對美國和同盟國作出巨大的貢獻。
莱希是美国历史上首位获五星上将军衔的军官。为纪念莱希，美国海军将一艘舰艇命名为莱希号驱逐舰。

## 生平
莱希18歲時考入安納波利斯的美國海軍學院，1897年畢業，其後分配到亞洲艦隊俄勒岡號戰艦上服役。1898年參加美西戰爭，并與他所服役的俄勒岡號在加勒比海上的聖地牙哥灣海戰。1899年被派往菲律賓海軍基地，參加了美菲戰爭。1900年-1915年，參加了八国联军之役，尼加拉瓜和海地的軍事佔領。

## 戰後退役
一戰中，莱希任海豚號郵遞船船長，并結識了時任海軍部助理部長的佛蘭克林·羅斯福，令莱希脫離商船隊，成為羅斯福私人船長。一戰結束後，莱希先後擔任海軍裝備局局長、航海局局長。1937年為海軍作戰部部長。
64歲的莱希已經到了退休年齡，辭海軍作戰部部長的職務。佛蘭克林·羅斯福總統為他舉行儀式并授予一枚勳章，并派他到波多黎各島擔任總督。
1940年6月法國被德國打敗，11月羅斯福命莱希出任維希法國大使，以期能讓維希法國和美國同一陣線。

## 二戰總參謀長
1942年2月，美國參謀長聯席會議成立，各軍參謀長需要每天與總統有密切的聯繫。喬治·馬歇爾提議莱希為總參謀長司令，羅斯福7月任命莱希為美軍總司令參謀長。莱希的職位權力等於總統的私人代表，出席、主持會議，制定議程，簽署和決議文件。會議各種重要議程等文件內容由萊希向總統報告，還參加了英美聯合參謀長會議的工作。莱希在任職期間有較強的組織和指揮能力，先後在會議討論盟軍北非戰場、第二戰場的開闢、太平洋的戰略和各戰爭的指揮權，及軍事擴充等重大議程。
參加會議包括：卡薩布蘭卡會議、華盛頓會議、魁北克會議、開羅會議、德黑蘭會議等會議。

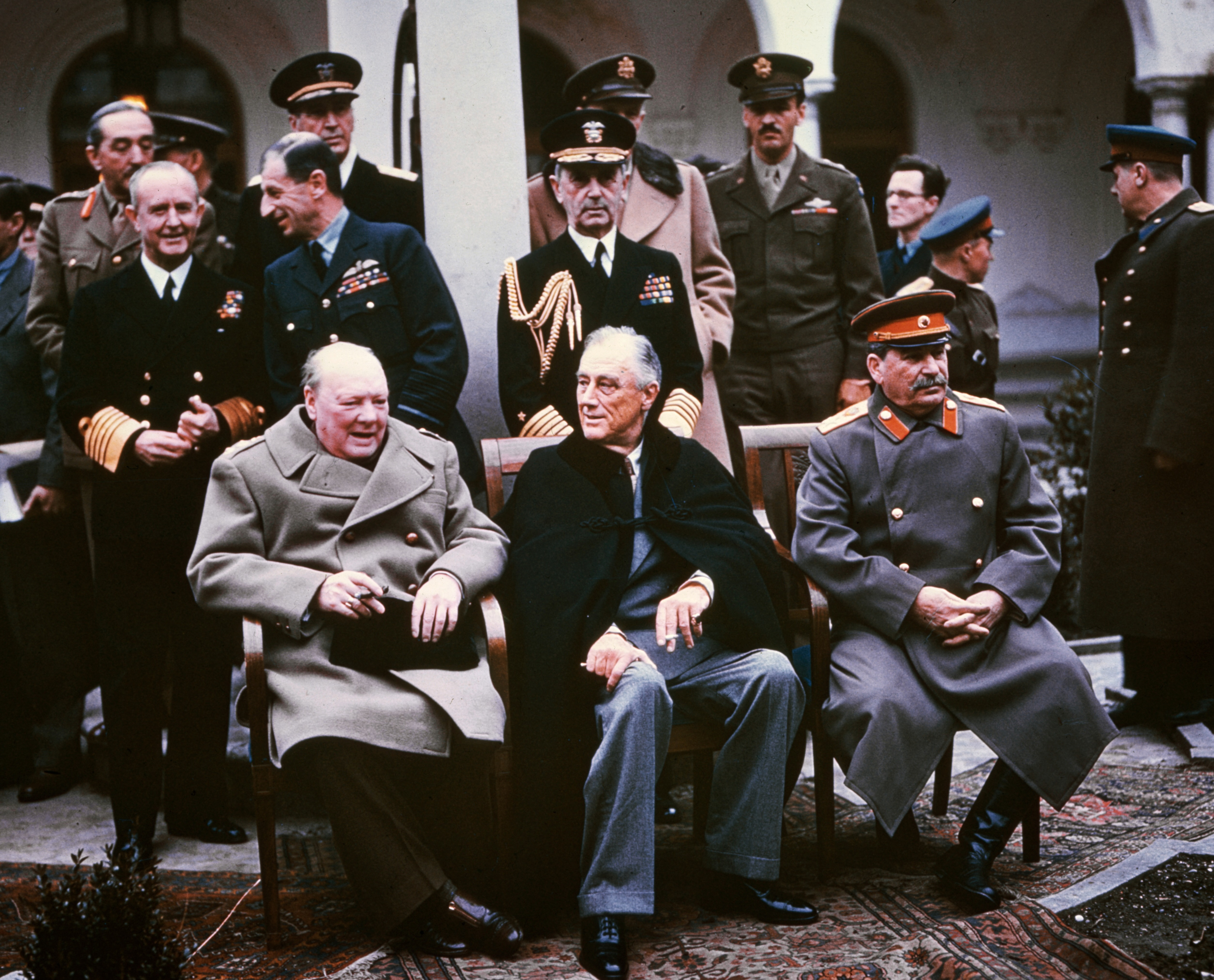
萊希（立于羅斯福身后者）参加雅爾達會議

莱希（后排左一）参与波茨坦会议

## 往後
1944年12月，7名美軍將官升任五星軍銜。其晉升原因在於他們在作戰時候作出了超越其軍階的巨大貢獻。新的軍階將予以他們更高的指揮權。而李海則於12月15日提升，是該7名軍官的首位晉升。李海將軍是羅斯福總統任內唯一賦予絕對信任的幕僚，羅斯福總統對於他的意見極為重視，幾乎都會做為付諸實現，唯獨在曼哈頓計畫開發原子彈、美軍進攻日本本土這兩件事上，李海堅決反對，這也使羅斯福總統直到過世一直對副總統杜魯門隱瞞原子彈的存在，對日本作戰遲遲未實行沒落行動。
1945年4月羅斯福去世，李海繼續擔任新任總統杜魯門的參謀長，協助總統處理大戰結束前後問題，但因出身農家的杜魯門總統並未從羅斯福總統那交接到與大戰相關的事物，被迫在突然上任的情勢下，必須廣納各單位、幕僚的意見，一邊學習、一邊指揮，李海反對原子彈、反對進攻日本的意見僅僅被當作眾多意見之一。1949年3月21日，李海提出辭職，杜魯門接受。
1959年7月20日逝世於馬里蘭州貝賽斯達，終年84歲。

## 荣誉
- 特种大绶宝鼎勋章（中华民国，1945年6月28日批准[1]）